# Flaperon
Als Flaperon oder Flügelklappe bezeichnet man ein Ruder in der Luftfahrzeugtechnik, welches hauptsächlich als Querruder arbeitet, gleichzeitig aber auch als Wölbklappe genutzt werden kann. Der Begriff setzt sich zusammen aus den englischen Bezeichnungen Flap (Wölbklappe) und Aileron (Querruder).
Bei kleineren Flugzeugen erstrecken sich Flaperons aus Gründen der Einfachheit meist über die gesamte Hinterkante der Tragfläche, während bei größeren Flugzeugen, z. B. kommerziellen Passagiermaschinen, einzelne Flaperons zwischen den Wölbklappen angebracht sind.
Im Falle einer parallelen Nutzung (Wölbklappen und Querruder nicht in Neutralstellung) findet eine Überlagerung (Differenzierung) beider Ruderfunktionsweisen statt.

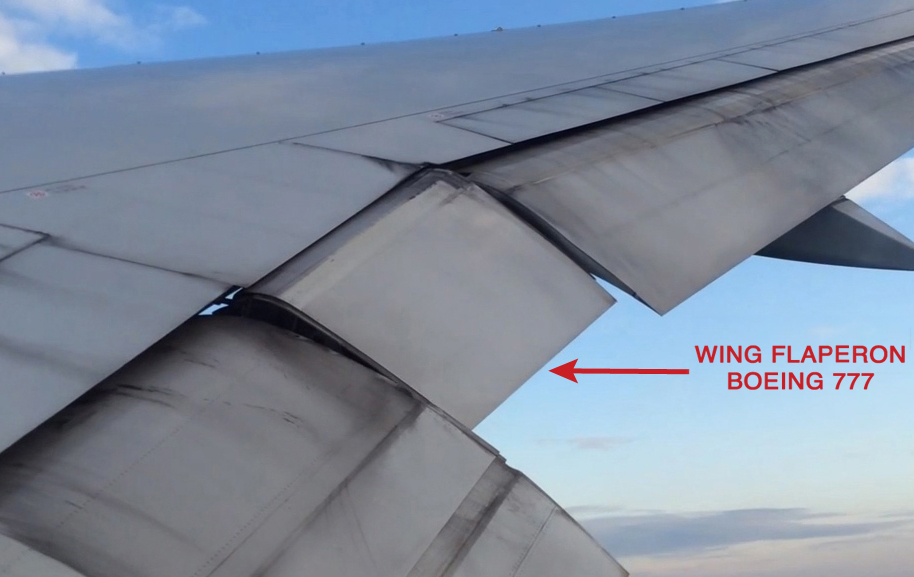
Flaperon einer Boeing 777